# 貓頭鷹環蝶屬
貓頭鷹環蝶屬（Owl butterfly，學名：Caligo）又名暗蝶屬，或譯作貓頭鷹蝶屬，取名自後翅翅底大而仿真的眼斑。物種分佈於新熱帶界的熱帶雨林及次生林。幼蟲的寄主植物為竹或鳳梨科植物，所以被視為害蟲。此屬的所有物種均受到蝴蝶收藏家珍視。

## 外觀

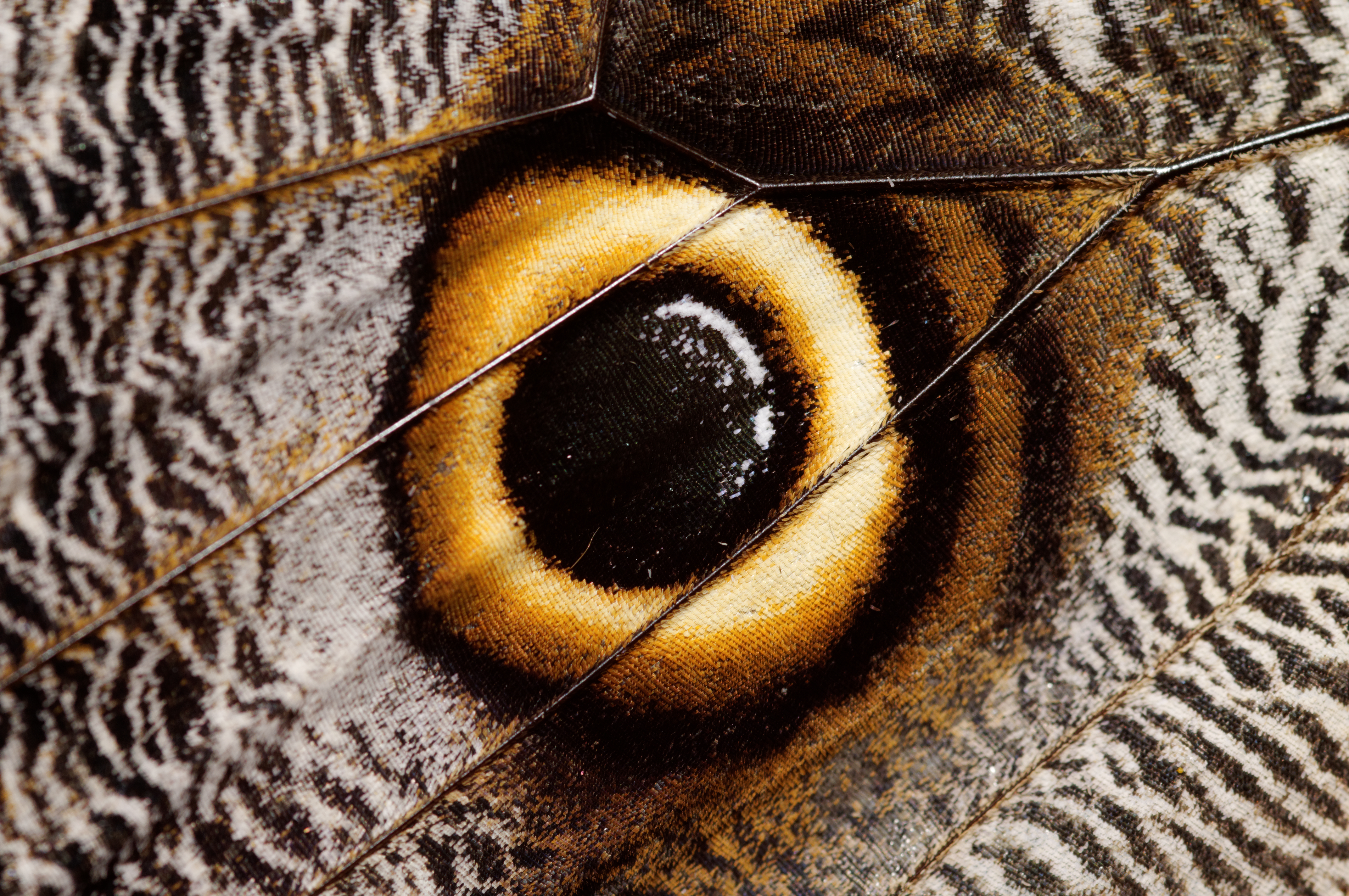
後翅的大眼斑

大型蝴蝶，展翅約65至200毫米。觸角幼。前足退化。翅膀以褐色為主，有棕色和白色相間的條紋，後翅有大眼斑。

## 習性

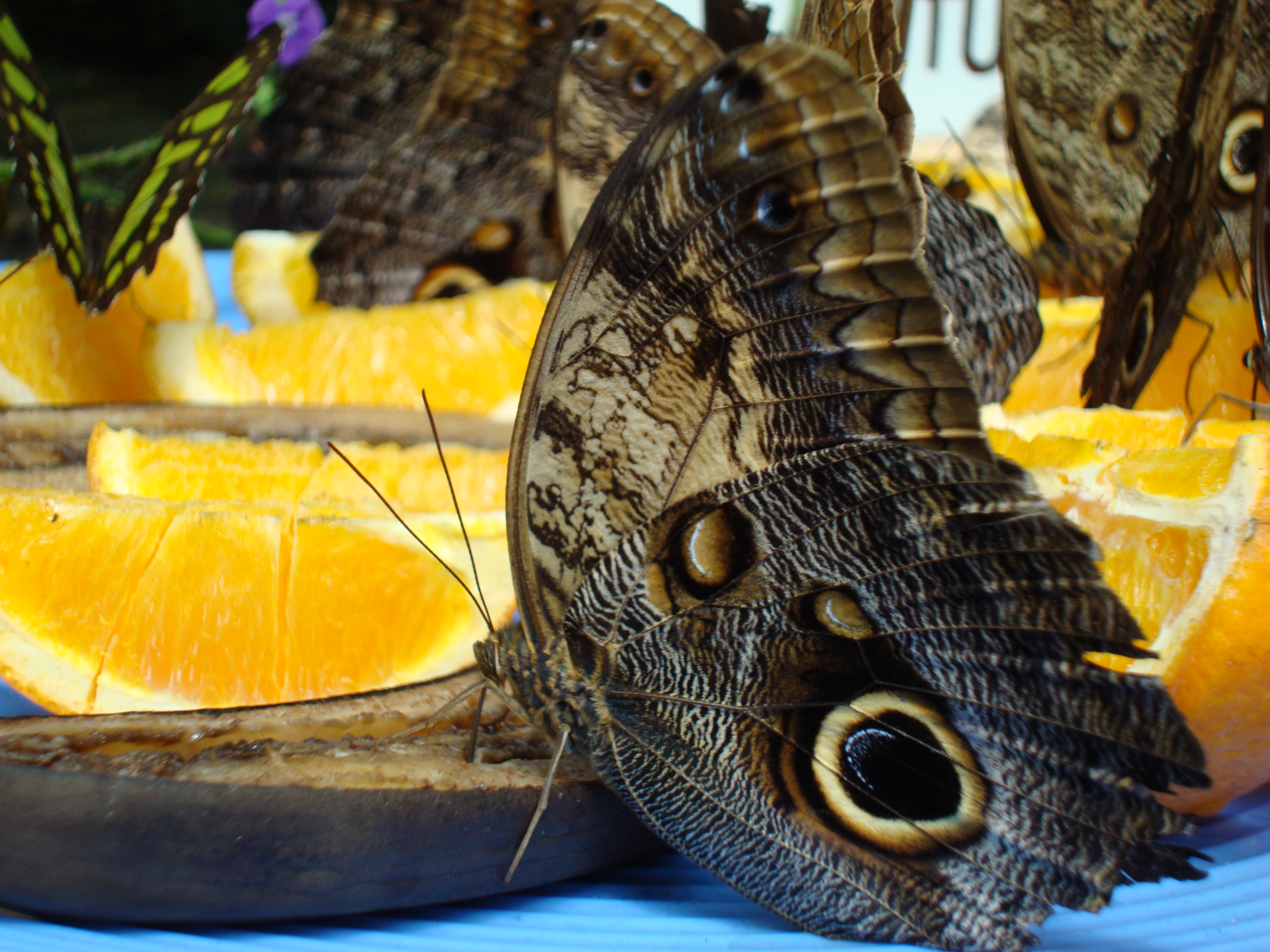
正在吸果汁的黃裳貓頭鷹環蝶

黃昏至夜間在森林出沒，也許是要避開鳥類等天敵。不好訪花，卻會吸腐果，糞便等汁液。

## 物種
貓頭鷹環蝶種團
- 貓頭鷹環蝶 （Caligo eurilochus） (Cramer, [1775])
- 大貓頭鷹環蝶 （Caligo suzanna） (Deyrolle, 1872)
- 巴西貓頭鷹環蝶 （Caligo brasiliensis） (C. Felder, 1862)
- 細帶貓頭鷹環蝶 （Caligo idomeneus） (Linnaeus, 1758)——又名貓頭鷹蝶
- 藍斑貓頭鷹環蝶 （Caligo illioneus） (Cramer, [1775])——又名雙帶貓頭鷹環蝶
- Caligo telamonius (C. & R. Felder, 1862)
  - 黃裳貓頭鷹環蝶 （C. t. memnon） (C. & R. Felder, [1867])
- 波紋貓頭鷹環蝶 （Caligo prometheus） (Kollar, 1850)
- 美貓頭鷹環蝶 （Caligo bellerophon） Stichel, 1903
- 黃帶貓頭鷹環蝶 （Caligo teucer） (Linnaeus, 1758)——又名黃帶貓頭鷹蝶

黃貓頭鷹環蝶種團
- 黃貓頭鷹環蝶 （Caligo arisbe） Hübner, [1822]
- 歐貝貓頭鷹環蝶 （Caligo oberthurii） (Deyrolle, 1872)
- 藍裳貓頭鷹環蝶 （Caligo martia） (Godart, [1824])

黑貓頭鷹環蝶種團
- 黑貓頭鷹環蝶 （Caligo atreus） (Kollar, 1850)
- 黃緣貓頭鷹環蝶 （Caligo uranus） Herrich-Schaffer, 1850

重浪貓頭鷹環蝶種團
- 重浪貓頭鷹環蝶 （Caligo oileus） C. & R. Felder, 1861
- 波浪貓頭鷹環蝶 （Caligo placidianus） Staudinger, 1887
- 曲帶貓頭鷹環蝶 （Caligo oedipus） Stichel, 1903
- 軛紋貓頭鷹環蝶 （Caligo zeuxippus） Druce, 1902

丹頂貓頭鷹環蝶種團
- 丹頂貓頭鷹環蝶 （Caligo beltrao） (Illiger, 1801)——又名標槍貓頭鷹環蝶

地位未定
- 甘遂貓頭鷹環蝶 （Caligo euphorbus） (C. & R. Felder, 1862)
- 細波貓頭鷹環蝶 （Caligo superbus） Staudinger, 1887